# Paspalum flavum
Paspalum flavum är en gräsart som beskrevs av Jan Svatopluk Presl. Paspalum flavum ingår i släktet tvillinghirser, och familjen gräs. Inga underarter finns listade i Catalogue of Life.